# Makharbek Khadartsev
Makharbek Khasbiyevitch Khadartsev (en russe : Махарбек Хазбиевич Хадарцев), né le 2 octobre 1964 à Suadag, Raïon d'Alaguir, Ossétie-du-Nord-Alanie, est un ancien lutteur soviétique. Il a obtenu plusieurs médailles dont 2 médailles d'or aux Jeux olympiques et 5 médailles d'or aux Championnats du monde de lutte.
Il a concouru successivement sous les couleurs de l'Union soviétique, de l'Équipe unifiée, de la Russie et de l'Ouzbékistan. Il se retire des compétitions en 1996 mais souhaitant participer aux Jeux olympiques en 2000, n'ayant pas réussi à faire partie de l'équipe russe, il représente alors l'Ouzbékistan mais est éliminé dès le premier tour. Il est élu à la Douma russe en 2011.
Depuis 2014, il est maire de la ville de Vladikavkaz (Ossétie du Nord).

## Palmarès
- Jeux olympiques d'été
  -  Médaille d'or aux Jeux olympiques d'été de 1988 à Séoul
  -  Médaille d'or aux Jeux olympiques d'été de 1992 à Barcelone
  -  Médaille d'argent aux Jeux olympiques d'été de 1996 à Atlanta
- Championnat du monde
  -  Médaille d'or en 1986, 1987, 1989, 1990, 1991
  -  Médaille d'argent 1994, 1995
  -  Médaille de bronze 1993